# Club Pettirossi
El Club Pettirossi es un club de fútbol de Paraguay, de la ciudad de Encarnación en el departamento de Itapúa. Fue fundado el 25 de noviembre de 1916, siendo el segundo club encarnaceno más antiguo, afiliado a la Liga Encarnacena de Fútbol. 
El mayor logro deportivo del club fue en el año 1989, cuando venció al Minga Guazú FC por 2 a 1 la final del Torneo Nacional De Clubes, ganando así, el derecho de participar por un repechaje para la Copa Libertadores 1990 ante el Club Sol de América (Asunción) de Asunción.

## Estadio
El club juega de local en su estadio Don Carlos Memmel que cuenta con capacidad para 6.000 personas y se encuentra ubicado en el Distrito de Cambyretá a 3 minutos de la ciudad de Encarnación. 

## Palmarés

### Torneos nacionales
Torneo Nacional de Clubes 1989

## Datos del club
- Actualizado el 30 de abril de 2019.

- Temporadas en 1ª: 1 (1994)
- Temporadas en 2ª: 1 (2005)
- Temporadas en 3ª: 3 (2004), (2006), (2017), (2019)
- Temporadas en 4ª: Pertenece a la Liga Encarnacena de Fútbol.
- Mejor puesto en 1ª: 17° (18)
- Peor puesto en 1ª: Penúltimo.
- Campeonatos: 0
- Subcampeonatos: 0
- Dirección Sede Social: Carlos A. López esq. Padre Kreusser (Encarnación)
- Dirección Estadio de Fútbol: Ruta 14 km 1 (Cambyretá)
- Página Web: